# Viola kalbreyeri
Viola kalbreyeri är en violväxtart som beskrevs av Wilhelm Becker. Viola kalbreyeri ingår i släktet violer, och familjen violväxter. Inga underarter finns listade i Catalogue of Life.